# Inovační ekosystém
Inovační ekosystém je proces vytváření hodnot založených na spolupráci. Jedná se o síť lidí zapojených do tvorby a marketingu produktů. Spolupráce se týká soukromých, veřejných ale i výzkumných institucí.[zdroj?]
Pro koncept inovačního ekosystému byl, mnohými autory, vybrán podnikatelský ekosystém. Tito autoři považují obchodní a inovační ekosystém za vzájemně zaměnitelné, zatímco jiní autoři tvrdí, že tyto dva koncepty ekosystémů jsou naprosto odlišné.

## Definice
Ekosystém je dohoda o spolupráci, kterou společnosti používají k integraci svých samostatných produktů do soudržného řešení orientovaného na klienta. Díky výraznému snížení koordinačních nákladů, které přináší informační technologie, jsou nyní inovační ekosystémy nezbytnou součástí růstových strategií růstových pro podniky ve všech odvětvích.
Ekosystémy se vyvíjejí v oblastech s vysokou koncentrací podnikání a inovací. Dle této definice jsou ekosystémy prostředími, která zahrnují pět různých typů zainteresovaných stran. Těmi jsou vlády, podniky, investoři, podnikatelé a výzkumné instituce. Tyto skupiny spojuje silná sociální struktura, která je založena na důvěře, doplňkových potřebách, zdrojích a vzájemném zájmu.

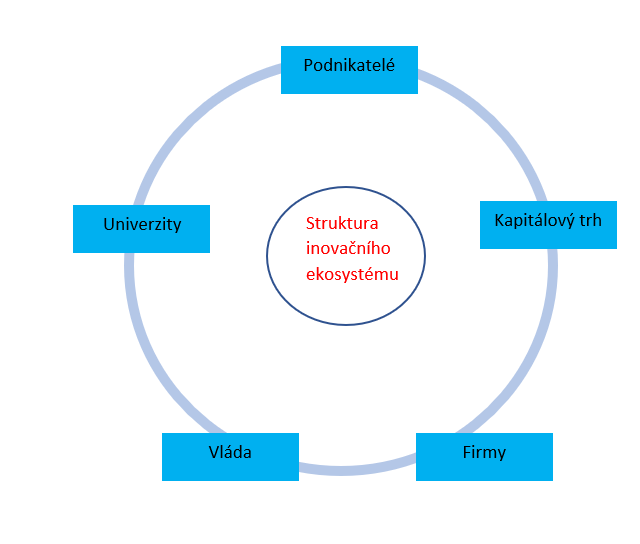
Zdravý inovační ekosystém čerpá hodnotu z pěti různých druhů zúčastněních stran a přináší jim hodnotu.

Termín „ekosystém“ je používán mimo svůj původní kontext biologického systému v mnoha kontextech. „Ekosystémem“ v manažerském výzkumu se myslí síť spřízněných společností, které spolupracují nebo kolem centrální společnosti či platformy. Ekosystém je teoretický konstrukt, který se liší od ostatních síťově orientovaných modelů ve výzkumu managementu, protože zahrnuje účastníky jak z produkční, tak i spotřební strany, jako jsou zákazníci a poskytovatelé doplňkových aktiv. Inovační ekosystém formálně definujeme jako síť vzájemně propojených organizací, napojených na ústřední firmu nebo platformu, která zahrnuje účastníky na straně výroby i užití a vytváří a přivlastňuje si nové hodnoty prostřednictvím inovací.
V posledních letech[kdy?] byla velká snaha o přesnou definici či popis inovačních ekosystémů. Mnoho výzkumů využívá konceptu inovačního ekosystému, aniž by byly schopni inovační ekosystémy přesně definovat.

## Koncepty inovačních ekosystémů
Slovo „ekosystém“ se rozšířilo o širokou škálu definic. Je užitečné rozlišovat mezi dvěma širokými pohledy. Ekosystém jako struktura: tato perspektiva vidí ekosystémy jako konfigurace činností definované hodnotovou nabídkou. Ekosystém jako příslušnost chápe ekosystémy jako společenství přidružených aktérů charakterizovaných jejich sítěmi a příslušností k platformě.

### Ekosystém jako příslušnost
Zdůrazňuje zrušení konvenčních průmyslových hranic, nárůst vzájemné propojenosti a možnost vzájemně výhodných partnerství v plodných ekosystémech. Klade důraz na metriky, jako je počet partnerů, hustota sítě a ústřední postavení aktérů ve větších sítích, se zvláštním zaměřením na otázky přístupu a otevřenosti.
V rámci podnikatelského prostředí lze tuto kategorii snadno uspokojit hodnocením prováděným na úrovních „ekosystému zdravotní péče“, „ekosystému Microsoft“ nebo „podnikatelského ekosystému“. Strategie se obvykle zaměřuje na rostoucí počet aktérů spojujících se s ústředním aktérem nebo platformou, aby se zvýšila její předpokládaná síla a centrálnost.
Ústřední aktér získává vliv při vyjednávání, zvyšuje hodnotu systému prostřednictvím přímých a nepřímých síťových externalit a zvyšuje možnost náhodných interakcí mezi partnery, které by mohly vést k novým interakcím a kombinacím, které posílí tvorbu celkové hodnoty systému zvýšením počtu a intenzity účastníků. v jeho ekosystému. Koncept ekosystému jako příležitosti poskytuje užitečné vysvětlení pro interakce ve velkém měřítku a také lákavou metaforu. Rozlišovat jeho popisy a návrhy od ostatních metod souvisejících se vzájemnou závislostí však může být náročné. Tento přístup má navíc tendenci poskytovat strategická doporučení, která se více zaměřují na obecnou správu a zlepšování komunity kvůli své tendenci dívat se na agregáty spíše než poskytovat hloubkové znalosti o detailech vytváření hodnoty.

### Ekosystém jako struktura
Poskytuje alternativní pohled na zohlednění vzájemně závislé produkce hodnoty. Tato metoda, začíná hodnotovým návrhem a hledá skupinu lidí, kteří musí interagovat, aby se návrh uskutečnil. Elementy této struktury:

#### Struktura zarovnávání (Alignment structure)
Členové ekosystému mají odlišné role a interakce mezi nimi. Míra, do jaké se členové vzájemně shodnou na těchto postojích a tocích, se nazývá zarovnání. Různí aktéři mohou mít na mysli odlišné konečné stavy a cíle. Tyto případy zdůrazňují rozdíl mezi zarovnáním a zapojením. Ekosystém je považován za úspěšný, když jsou všichni jeho hráči spokojeni se svými pozicemi – to znamená, když dosáhne Paretovy rovnováhy, byť jen na okamžik. Proto se sladění netýká pouze pobídek a motivů, které se dobře prolínají, ale také toho, jak důsledně aktéři interpretují uspořádání svých aktivit.

#### Mnohostranná struktura (Multilateral)
Ekosystém je svou povahou mnohostranný. To označuje pluralitu partnerů a také soubor vztahů, které nelze redukovat na součet dvoustranných výměn. Od tržních versus hierarchických rozhodnutí, které jsou základem ekonomie transakčních nákladů, až po současné modifikace týkající se relačních smluv, již máme bohatou slovní zásobu pro definování bilaterálních interakcí. Multilateralita, kterou lze plně rozložit na linii přímých a nepřímých vazeb, nevyžaduje ekosystémový přístup. Mezi těmito vztahy musí existovat zásadní souhra, aby byl konstrukt ekosystému významný. Není nutné vytvářet nový koncept pro popis mnohostranné vzájemné závislosti, kterou lze rozložit na hromadění bilaterálních vazeb.
Pro strany A, B a C by příkladem nerozložitelnosti byla situace, kdy selhání smlouvy mezi A a C ohrozí úspěch dohody mezi A a B: Bylo by nesprávné analyzovat vztah A a B. v izolaci od C. V tomto smyslu je sledování mnohosti portfolia aliancí firmy predikátem mnohostrannosti těchto vazeb, ale samo o sobě je nedostatečné.

#### Sada partnerů (Set of partners)
Členství je definováno, díky tomu, že je to soubor. Je možné, že různí aktéři mají různé představy a názory na to, jak je má skladba scény vypadat. Definovaný tedy neznamená celkový, konstantní nebo nezpochybnitelný. Spíše naznačuje, že společné úsilí o vytváření hodnoty je zastřešujícím cílem sdíleným všemi zúčastněnými stranami v systému. Cíl může nebo nemusí být nakonec splněn. Bez ohledu na jejich přímou příslušnost k zaměření firmy jsou partneři definováni svou účastí jako aktéři, jejichž jménem je nabízena hodnota založena.

#### Zhmotnění nabídky ústřední hodnoty (For a focal value proposition to materalize)
Tento koncept prohlašuje, že hodnotová nabídka pro ekosystémy ve strategii je produktivní úrovní analýzy a že je třeba se zaměřit na provádění nezbytných činností k její aktualizaci. Upřednostňování materializace zvyšuje potřebu partnerů do určité míry koordinovat. Při pohledu v opačném světle nám to umožňuje prozkoumat míru divergence, kterou ekosystém může tolerovat, zatímco stále přináší požadované výsledky.
Rozdíly v perspektivách (očekávání tvorby hodnoty a distribuce hodnot třetím stranám) a také rozdíly v zájmech (tradiční představy o konkurenci a získávání hodnot) je proto třeba vzít v úvahu při analýze ekosystému, protože různí aktéři mohou mít na hodnotu rozdílné názory nebo tvrzení.
| Prvky struktury ekosystému | Ekosystém jako struktura                                                     | Ekosystém jako příslušnost                      |
| Činnosti                   | Diskrétní akce, které je třeba provést aby byla vytvořena hodnotová nabídka  | Zde nelze použít                                |
| Aktéři                     | Subjekty které provádějí činnosti                                            | Entity, které jsou svázány s ústředním aktérem  |
| Pozice                     | Specifika umístění v toku činnosti v rámci systému                           | Odvozeno z odkazů na jiné aktéry                |
| Vazby                      | Převody napříč pozicemi, které mohou nebo nemusí zahrnovat ústředního aktéra | Vazby mezi ústředním aktérem a ostatními aktéry |

Vysvětlení významu jednotlivých prvků:
Činnosti - specifikují jednotlivé akce, které mají být provedeny, aby se naplnila cenová nabídka.
Aktéři - jsou subjekty, které provádějí činnosti. Jeden účastník může vykonávat více činností; naopak více aktérů může vykonávat jednu činnost.
Pozice - specifikují, kde se v toku aktivit napříč systémem nacházejí aktéři a charakterizují, kdo co komu předává.
Vazby - specifikují přenosy mezi aktéry. Obsah těchto převodů se může lišit – materiál, informace, vliv, finanční prostředky. Je důležité, že tyto vazby nemusí mít žádné přímé spojení s ústředním aktérem.